# Deer Island (Piscataquis County, Maine)
Deer Island ist eine Insel im Moosehead Lake in Maine, dem nordöstlichsten Bundesstaat der USA. Sie misst etwa 5 mal 1 bis 2 km und ist die zweitgrößte Insel im See, nach dem benachbarten Sugar Island.  

## Geschichte
1912 förderte eine archäologische Untersuchung an etwa 50 Plätzen rund um den See und auf den Inseln an 21 Stellen archäologische Artefakte zu Tage. Auch fand man Anfang der 1920er Jahre  Pfeilspitzen auf Deer Island. Zudem befinden sich auf der Insel Grabstätten der Kineo Band of Malicites, eines Maliseet-Stamm, der auch als Moosehead Lake Indians bezeichnet wurde. Er beantragte 2012 seine offizielle Anerkennung als Stamm.
1834 kauften Aaron Capen (1796–1886), ein General in der Miliz von Massachusetts, zusammen mit seinem Sohn Deer Island und dazu Sugar Island, um dort Weymouthskiefern (white pines) fällen zu können. Aaron Capens Familie kam aus Dorchester bei Boston in Massachusetts. Auf beiden Inseln befanden sich Ende des Jahrhunderts Hotels.  
Die Insel ist heute unbewohnt; am Nordende befindet sich ein Zeltplatz.